# Société protectrice des enfants martyrs

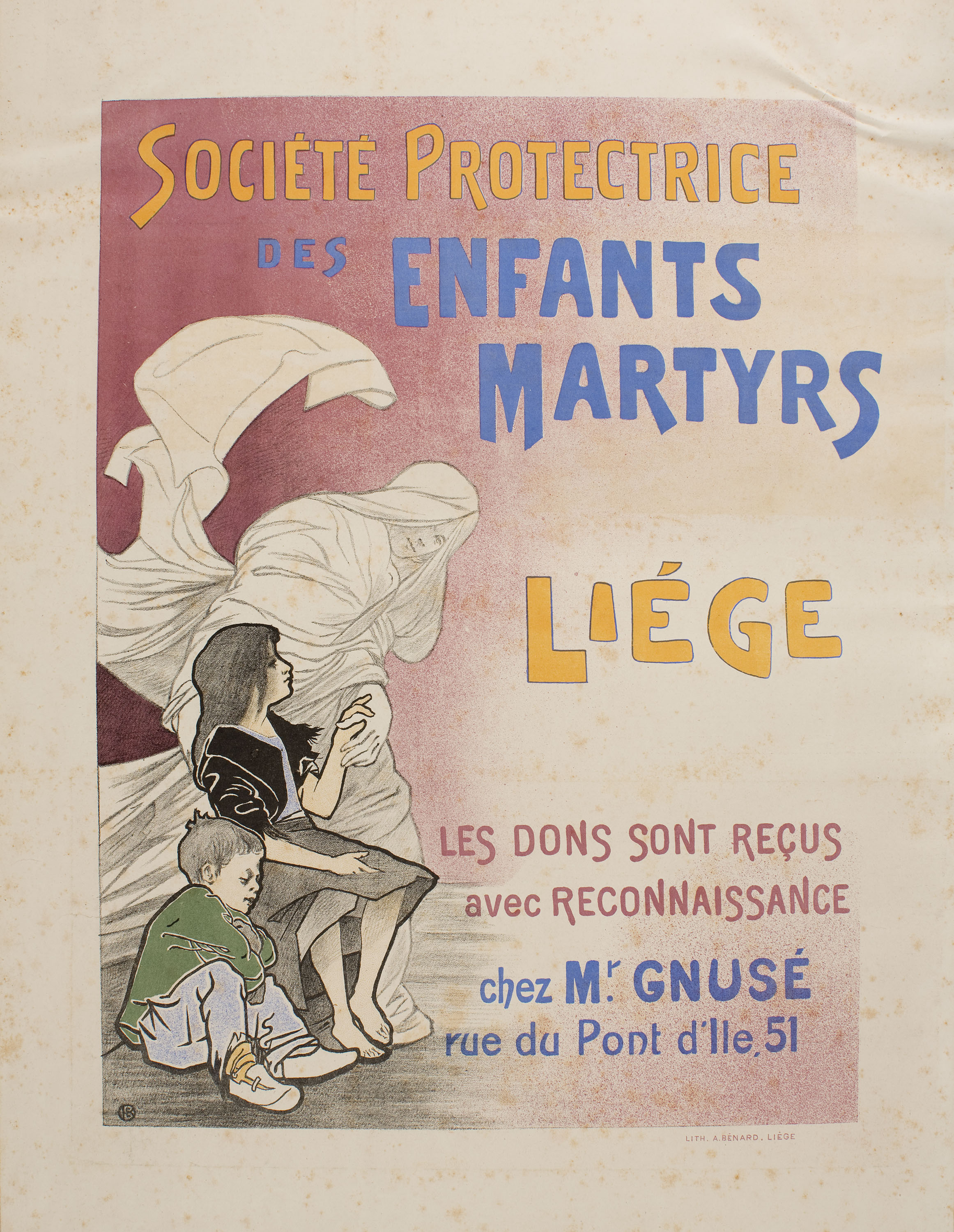
Affiche d'Émile Berchmans.

La société protectrice des enfants martyrs, devenue par la suite la société royale de protection de l'enfance, est une organisation belge fondée en 1892.

## Histoire
La société protectrice des enfants martyrs est fondée à Bruxelles en 1892. Sa création est soutenue par des philanthropes et par le ministre de la Justice Jules Le Jeune.
Le but de la société protectrice des enfants martyrs est de protéger les enfants contre « l'abandon et la misère, l'exploitation, les mauvais traitements, l'éducation pernicieuse ou criminelle, les exemples immoraux de [leur] milieu ». Elle ouvre une crêche et une laiterie maternelle en 1897, puis une ferme-école en 1911 à Ernage, puis une école ménagère pour filles en 1913.